# Oligodedroglioma
Oligodendrogliomas são um tipo de glioma que acredita-se serem originados a partir dos oligodendrócitos do cérebro ou um precursor celular glial. Eles ocorrem primariamente em adultos (9,4% de todo o cérebro primário e tumores do sistema nervoso central) mas também são encontrados em crianças (4% de todos os tumores cerebrais primários.